# Ринге (Германия)
Ринге (нем. Ringe) — община в Германии, в земле Нижняя Саксония.
Входит в состав района Графство Бентхайм. Подчиняется управлению Эмлихгайм. Население составляет 2181 человек (на 31 декабря 2010 года). Занимает площадь 35,32 км².
Коммуна подразделяется на 3 сельских округа.
| Год  | Население |
| ---- | --------- |
| 1990 | 1852      |
| 1995 | 1938      |
| 2000 | 2024      |
| 2005 | 2171      |
| 2010 | 2194      |